# Chiljangsan
Chiljangsan (koreanska: 칠장산, Ch’ilchang-san) är ett berg i Sydkorea.   Det ligger i provinsen Gyeonggi, i den centrala delen av landet, 70 km sydost om huvudstaden Seoul. Toppen på Chiljangsan är 491 meter över havet, eller 140 meter över den omgivande terrängen. Bredden vid basen är 1,8 km.
Terrängen runt Chiljangsan är kuperad åt sydväst, men åt nordost är den platt. Runt Chiljangsan är det ganska tätbefolkat, med 149 invånare per kvadratkilometer. Närmaste större samhälle är Anseong, 10,8 km väster om Chiljangsan. I omgivningarna runt Chiljangsan växer i huvudsak blandskog.